# Janiszewice
Janiszewice [janiʂɛˈvit͡sɛ] est un village polonais de la gmina de Zduńska Wola dans le powiat de Zduńska Wola et dans la voïvodie de Łódź. Il se situe à environ 3 kilomètres au nord-ouest de Zduńska Wola et à 41 kilomètres au sud-ouest de Łódź.